# دوري أبطال الكونكاكاف 2008–09
دوري أبطال الكونكاكاف 2008–09 (بالإنجليزية: 2008–09 CONCACAF Champions League)‏ هو موسم من دوري أبطال الكونكاكاف. أقيم بتاريخ 2008، وبمشاركة  24 فريقاً، وفاز فيه أتلانتي إف سي.